# 福井県保育所一覧
福井県保育所一覧（ふくいけんほいくしょいちらん）は、福井県の保育所の一覧。

## 公立保育所

### 福井市
- 福井市立東部保育園
- 福井市立西部保育園
- 福井市立南部保育園
- 福井市立北部保育園
- 福井市立春山保育園
- 福井市立足羽保育園
- 福井市立日之出保育園
- 福井市立湊保育園
- 福井市立西藤島保育園
- 福井市立御幸保育園
- 福井市立木田保育園
- 福井市立社保育園
- 福井市立花堂保育園
- 福井市立河合保育園
- 福井市立円山保育園
- 福井市立清明保育園
- 福井市立西安居保育園
- 福井市立松本保育園
- 福井市立上北野保育園
- 福井市立麻生津保育園
- 福井市立啓蒙保育園
- 福井市立牧島保育園
- 福井市立本郷保育園
- 福井市立鶉保育園
- 福井市立棗保育園
- 福井市立森田東保育園
- 福井市立森田浜保育園
- 福井市立東藤島保育園
- 福井市立六条保育園
- 福井市立東郷保育園
- 福井市立文殊保育園
- 福井市立森田栄保育園
- 福井市立麻生津西保育園
- 福井市立みやま保育園
- 福井市立清水西保育園
- 福井市立清水東保育園
- 福井市立清水南保育園

## 私立保育所

### 若狭町
- 梅の里保育園（社会福祉法人西田福祉会）